# Vibratore

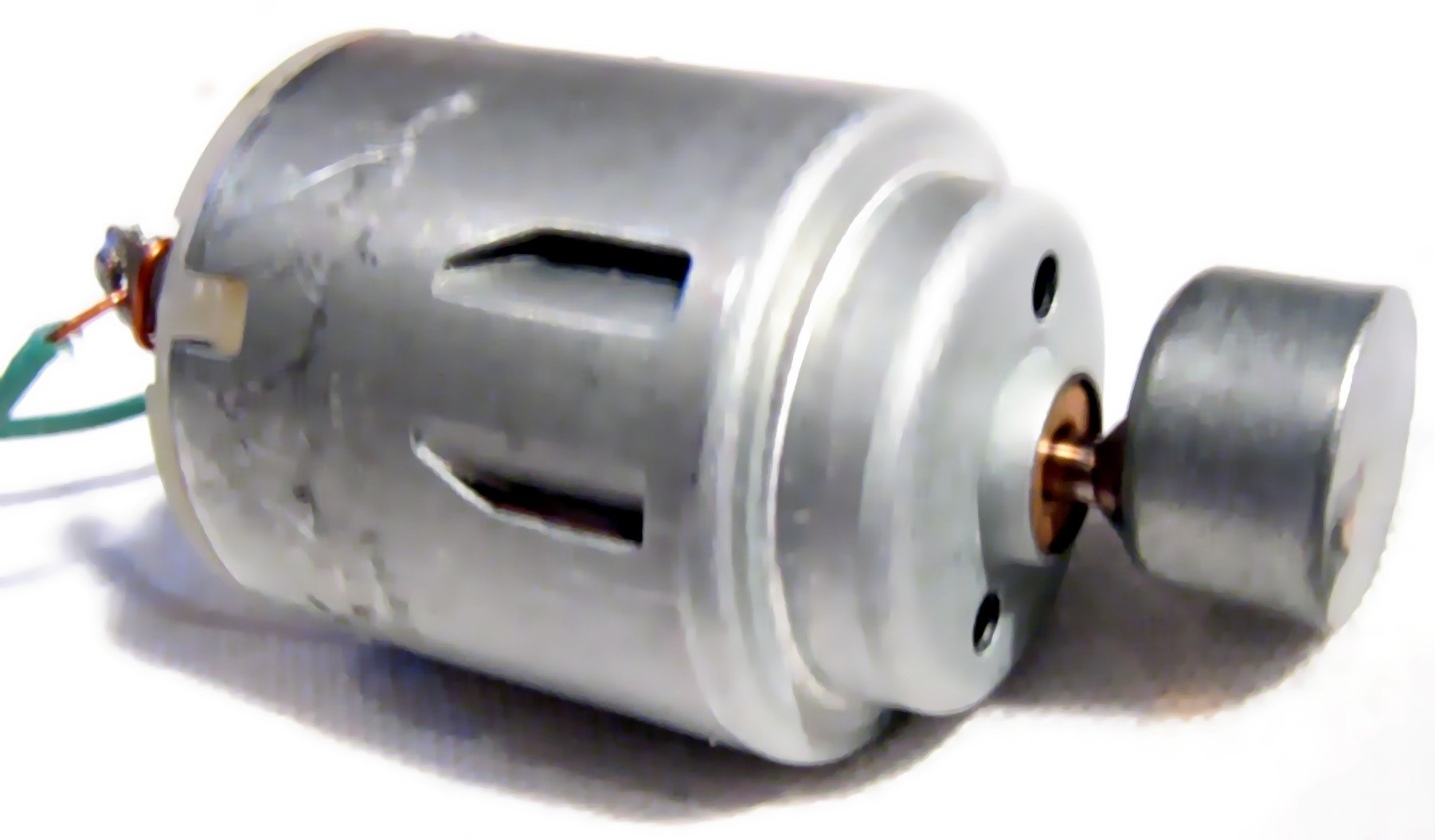
Vibratore

Il vibratore è un'apparecchiatura in grado di generare vibrazioni.

## Descrizione
Solitamente è composto da un motore elettrico sul cui albero è calettata una massa eccentrica, la cui rotazione genera le vibrazioni.
La frequenza della vibrazione viene regolata modificando la velocità di rotazione dell'albero motore, mentre l'intensità viene definita dall'eccentricità e dal peso della massa.

## Uso
I vibratori vengono usati per:
- Omogeneizzare dei fluidi (per esempio, gettate di calcestruzzo) oppure per separare materiali (setacci)
- Dare una maggiore interattività tra macchina e uomo (come nel caso dei cellulari o joystick).
Questo strumento ha ottenuto molta popolarità negli ultimi anni, di pari passo con la diffusione dei telefonini, i quali ormai vengono abitualmente dotati di un vibratore che consente, vibrando nella tasca dell'interessato, di segnalare una chiamata o un messaggio senza disturbare terzi con suoni.
Un'altra recente applicazione si può trovare in molti joystick e periferiche di gioco, dove la vibrazione (chiamata spesso force-feedback) consente di comunicare al giocatore delle informazioni di gioco; ad esempio, in un videogioco di guida, se l'auto esce di pista andando sull'erba il joystick o il volante vibreranno, simulando ancora meglio la discontinuità del terreno e le difficili condizioni di controllo della vettura fuori pista.
- Nei giocattoli sessuali denominati vibratori.
- Nei vibratori industriali, le macchine usate per convogliare e orientare piccoli oggetti ammucchiati alla rinfusa, per rifornire processi di assemblaggio, imballaggio o produzione industriale. Queste macchine fanno "camminare" i pezzi lungo un tragitto (ad esempio un percorso a spirale in uscita da una tramoggia) grazie ad una frequenza di vibrazione caratteristica del pezzo stesso. L'orientamento viene ottenuto attraverso barriere o "botole" che scartano i pezzi orientati male, facendoli tornare nel mucchio di partenza.